# Ortwin Pelc
Ortwin Pelc (* 30. April 1953 in Hamburg) ist ein deutscher Historiker.

## Leben
Ortwin Pelc studierte Geschichte, Politik, Archäologie und Pädagogik an der Universität Hamburg. Dort wurde er 1991 promoviert mit einer Arbeit über Armut in Lübeck im 18. und 19. Jahrhundert. Von 1995 bis 2018 war er Abteilungsleiter für das 19. bis 21. Jahrhundert, die Jüdische Geschichte sowie die grafische Sammlung am Museum für Hamburgische Geschichte.
Seine Forschungsschwerpunkte sind Stadtentwicklung in Hamburg, norddeutsche Sozial- und Wirtschaftsgeschichte und Kirchen- und Stadtgeschichte des Mittelalters und der Neuzeit.

## Schriften (Auswahl)
- 125 Jahre Sozialdemokraten in Itzehoe. Itzehoe 1989, OCLC 78853201.
- Gründliche Nachricht des St.-Annen-Armen-und-Werck-Hauses in Lübeck von 1735. Lübeck 1990, ISBN 3-7950-3106-0.
- Im Schutz von Mauern und Toren. Die Befestigung der schleswig-holsteinischen Städte in Mittelalter und Neuzeit. Heide 2003, ISBN 3-8042-1113-5.
- Seeräuber auf der Nord- und Ostsee. Wirklichkeit und Mythos. Heide 2005, ISBN 3-8042-1170-4.
- mit Olaf Matthes (Hrsg.): Die bedrohte Stadtrepublik Hamburg 1923, Wachholtz Verlag, Hamburg/Kiel 2023, ISBN 978-3-529-05084-8